# Radikálová polymerizace řízená nitroxidy
Radikálová polymerizace řízená nitroxidy je radikálová polymerizace, při které se používají nitroxidové iniciátory. Reakce patří mezi radikálové polymerizace s vratnou deaktivací.

## Alkoxyaminové iniciátory
K iniciacím těchto polymerizací se používají alkoxyaminy, sloučeniny, které lze považovat za alkoholy navázané na sekundární aminy jednoduchými vazbami N-O. Alkoxyaminové funkční skupiny mohou být za určitých podmínek homolyzovány na vazbách C-O za vzniku stálých radikálů obsahujících bicentrické tříelektronové N-O systémy a radikálové atomy uhlíku, využitelné jako iniciátory radikálových polymerizací. U sloučenin s tímto využitím bývají na atomy dusíku navázány objemné skupiny, vytvářející silné sterické efekty, a skupina navázaná na kyslík tvoří stabilní radikál; za účelem dobrého průběhu reakce zpravidla bývají tyto skupiny benzylové. Nitroxidové polymerizace se vyznačují velmi dobrým řízením struktury a délky řetězců a výrazným omezením terminací, které dovoluje průběh polymerizace až do vyčerpání monomeru; z tohoto důvodu bývají označovány za „živé“

## Vliv stálých radikálů
Nitroxidové polymerizace jsou živé díky efektu stálých radikálů. Efekt stálých radikálů je jev pozorovaný u některých radikálových reakcí, který vede k velké převaze jednoho možného produktu nad ostatními v důsledku poměrné stability radikálů, jejichž koncentrace se v průběhu reakce zvyšuje, namísto jiných radikálů, které jsou nestálé a rychle reagují mezi sebou nebo se stálými radikály. Zvyšující se koncentrace stálých radikálů způsobuje jejich vzájemné vratné reakce, takže se vytvořené přechodné radikály převážně vážou s dostupnějšími stálými radikály než mezi sebou. Tento jev vede k převaze křížového párování nad samopárováním.
Stálými radikály jsou při těchto reakcích nitroxidy a přechodnými radikály uhlíkaté. Nitroxid se opakovaně navazuje na radikálový konec rostoucího řetězce, tato terminace je ale vratná. Vzhledem k rychlému průběhu tohoto kroku jsou omezena spojování dvou polymerních řetězců, která by způsobila nevratnou terminaci a zastavení růstu řetězce. Nitroxid se střídavě připojuje a odpojuje, čímž terminaci brání. Protože se polymerizace neterminuje samovolně, tak se označuje jako živá a probíhá do spotřebování monomeru. Stálé radikály způsobují, že téměř všechny řetězce narůstají stejnou rychlostí takže rozdíly v délce a struktuře jsou malé.

## Stabilita nitroxidů
Nitroxidové radikály mohou řídit polymerizace díky své stabilitě, v jejímž důsledku přetrvávají v reakční směsi po dlouhou dobu. Stabilita je způsobena jejich jedinečnou strukturou. Radikál bývá většinou zobrazován na atomu kyslíku,ale existují i jiné rezonanční struktury, s radikálem na dusíku, spojeným s kyslíkem dvojnou vazbou; tyto lépe vysvětlují jejich vlastnosti. Mimo rezonance je stabilita těchto nitroxidů zajištěna i objemnými substituenty, stericky stínícími skupiny v polohách R1 a R2. Sterické působení těchto substituentů znesnadňuje spojování radikálů s N-centrovanými rezonancemi, které tak probíhají pouze u O-centrovaných. Stabilitu zajištěnou objemnými skupinami může narušit rezonance způsobovaná allylovými nebo arylovými skupinami v poloze α vzhledem k dusíku. Takto se zpřístupňují stericky méně zatížená místa. Výsledná neaktivita radikálů poté zapříčiňuje rychlou homolýzu alkoxyaminů u stericky zatíženějších molekul.

## Výběr nitroxidu
Výběr nitroxidu má značný vliv na dobrý průběh polymerizace (rychlý růst řetězce a podobnou délku jednotlivých řetězců), rychlost homolýzy vazeb C-O a na míru vedlejších reakcí. Homolýza C-O probíhá lépe v polárnějších rozpouštědlech, která se nenavazují na nitroxidy. Velký vliv na schopnost nitroxidu řídit radikálovou polymerizaci mají i jeho sterické vlastnosti, silnější sterické efekty na nitroxidu vedou k většímu napětí u alkoxyaminu, což usnadňuje homolýzu nejslabších vazeb, tedy C-O.

### Velikost kruhu
U cyklických nitroxidů záleží na velikosti kruhu, pětičlenné kruhy se štěpí pomaleji než šestičlenné; nejrychlejší je štěpení nitroxidů s terc-butylovými R skupinami. Rozdíl není způsoben délkami vazeb C-O, ale rozdílnými velikostmi úhlů C-O-N u alkoxyaminu. Čím menší je tento úhel, tím silnější jsou sterické interakce mezi nitroxidem a alkylovou skupinou a iniciátor se snadněji štěpí.

### Sterické efekty
Účinnost polymerizace se zvyšuje se sílícími sterickými efekty v molekule nitroxidu. TEMPO ((2,2,6,6-tetramethylpiperidin-1-yl)oxyl) snadno iniciuje polymerizace styrenu a jeho derivátů, ale za většiny podmínek není dostatečně nestálý pro polymerizace butylakrylátu. Deriváty obsahující objemnější skupiny v poloze α oproti dusíku se homolyzují dostatečně rychle, aby mohly spouštět polymerizaci butylakrylátu, přičemž čím jsou jejich sterické efekty silnější, tím probíhá polymerizace rychleji; intenzita sterických efektů na nitroxidu je tak dobrým ukazatelem síly alkoxyaminového iniciátou. Rovnováha homolýzy a zpětné reakce je posunuta ve prospěch radikálu do takové míry, že rekombinace obnovující alkoxyamin je příliš pomalá na to, aby mohla řídit délku řetězce.

## Příprava iniciátorů
Protože je TEMPO látkou velmi vhodnou pro syntézy polystyrenů, tak příprava alkoxyaminových iniciátorů často spočívá v navázání nitroxidu (TEMPO) na speciálně vytvořený alkylový fragment. Této přeměny se dá dosáhnout několika způsoby

### Jacobsenův katalyzátor
Jacobsenův katalyzátor je katalyzátor založený na manganu, používaný ve stereoselektivních epoxidacích alkenů. Reakce probíhá jako radikálová adice a lze ji vylepšit přidáním TEMPO. Působením slabšího redukčního činidla, například borohydridu sodného, dochází k markovnikovovské adici nitroxidu na alken. Jacobsenův katalyzátor lze použít u alkenů s mnoha různými funkčními skupinami; výtěžnosti ale nebývají vysoké.

### Hydrazin
Substráty obsahující vazby C-Br mohou reagovat s hydrazinem za vzniku alkylovaných hydrazinů, které po vystavení nitroxidovým radikálům a mírným oxidačním činidlům, jako je oxid olovičitý, vytvoří produkty s radikálovými centry na atomech uhlíku, jež reakcemi s nitroxidy utvoří alkoxyaminy. Tento postup má v některých případech nízkou účinnost, pracuje se při něm s vysoce toxickým hydrazinem a reakce musí probíhat v inertní atmosféře.

### Reakce aldehydů s peroxidem vodíku
Alkoxyaminy je možné získat též reakcemi aldehydů s peroxidem vodíku, který se navazuje na karbonyl. Vzniklá sloučenina se za přítomnosti chloridu měďného přesmykuje na kyselinu mravenčí a alkylový radikál, jenž se spojuje s TEMPO za vzniku alkoxyaminu. Reakce mívá vysoké výtěžky a lze při ní použít široké spektrum funkčních skupin na alkylovém řetězci.

### Elelektrofilní bromace a nukleofilní ataky
Byla popsána jednoelektronová redukce nitroxidových radikálů kovovým sodíkem na nukleofilní nitroxid. Nitroxidový nukleofil se následně navázal na alkylbromid SN2 reakcí za tvorby alkoxyaminu. Tento postup vyžaduje pouze přípravu odpovídajícího alkylbromu, nejsou při něm nutné tvrdé reakční podmínky a ani není nutné použití vysoce nebezpečných činidel.